# Prensa infantil
La prensa infantil es una publicación periódica, ya sean diarios, revistas o cómics, destinada a la infancia. Es decir contienen información que pueda entretener o distraer a los niños.

## Historia

### SiglosXVIIIyXIX
La prensa infantil surge como un producto burgués, caracterizándose por:
- Impresión cuidada y tirada escasa, con el consiguiente precio alto.
- Distribución por suscripción.
- Fin pedagógico.[2]

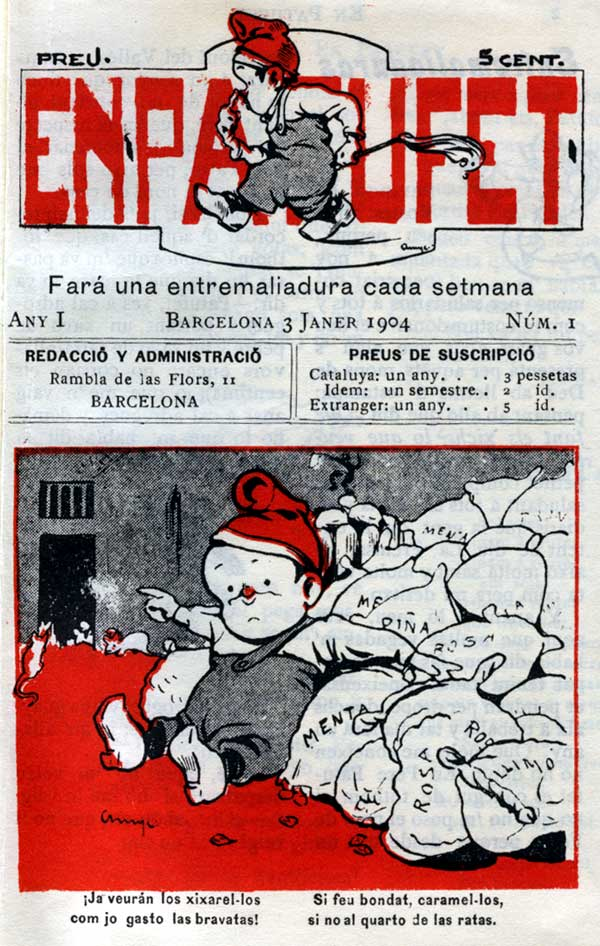
Portada del primer número de la revista infantil ilustrada En Patufet

Los primeros periódicos infantiles aparecieron a mediados del siglo XVIII en Inglaterra: The Lilliputian Magazine (1751) y The Museum for Young Gentlemen and Ladies (1758). Pronto surgirían en otros países: 
- Francia: Journal d'Education (1768)
- Alemania: Leipziger Wochenblatt fiir Kinder (1772), Kinderfreund (1775)
- España: Gaceta de los Niños (1798).[3]

En el siglo XIX, y en España, destacaron Carlos Frontaura y Vázquez y Manuel Ossorio y Bernard.
Con las innovaciones técnicas, va aumentando la importancia de la imagen y en Estados Unidos empiezan a triunfar los cómics. Destacan también las británicas Chip y Comic Cuts, ambas de 1890.

### sigloXX
A principios del siglo XX, surgen revistas y suplementos infantiles como En Patufet (1904), O Tico-Tico (1905), Gente Menuda (1906), El Peneca (1908), Corriere dei piccoli (1908), TBO (1917) y Billiken (1919).
A finales de siglo, los cómics infantiles acaban por perder su lugar preponderante en publicaciones como Tupataleta (1995), Top Disney (1996) o ¡Dibus! (2000), siendo sustituidos por secciones centradas en la televisión o los videojuegos.